# Estruturas artificiais visíveis do espaço
Estruturas artificiais visíveis do espaço sem ampliação incluem rodovias, represas e cidades. A Grande Muralha da China, frequentemente citada como a única estrutura feita pelo homem visível do espaço, não é visível da órbita terrestre baixa sem ampliação e, mesmo assim, só pode ser vista em condições perfeitas. Por outro lado, o Spaceborne Imaging Radar [en], da missões STS-59 e STS-68, foi capaz de detectar não apenas a Grande Muralha, mas também segmentos invisíveis enterrados dela.
A visibilidade de um objeto depende significativamente da altura acima do nível do mar de onde é observado. A linha de Kármán, a 100 quilômetros do nível do mar, é aceita pela Federação Aeronáutica Internacional, um órgão internacional de padronização e registro de recordes para aeronáutica e astronáutica, como o limite entre a atmosfera da Terra e o espaço sideral. No entanto, os astronautas normalmente orbitam a Terra a várias centenas de quilômetros; a Estação Espacial Internacional (EEI), por exemplo, orbita a cerca de 420 quilômetros acima da Terra, e a Lua orbita a cerca de 380 000 km de distância.

## Exemplos

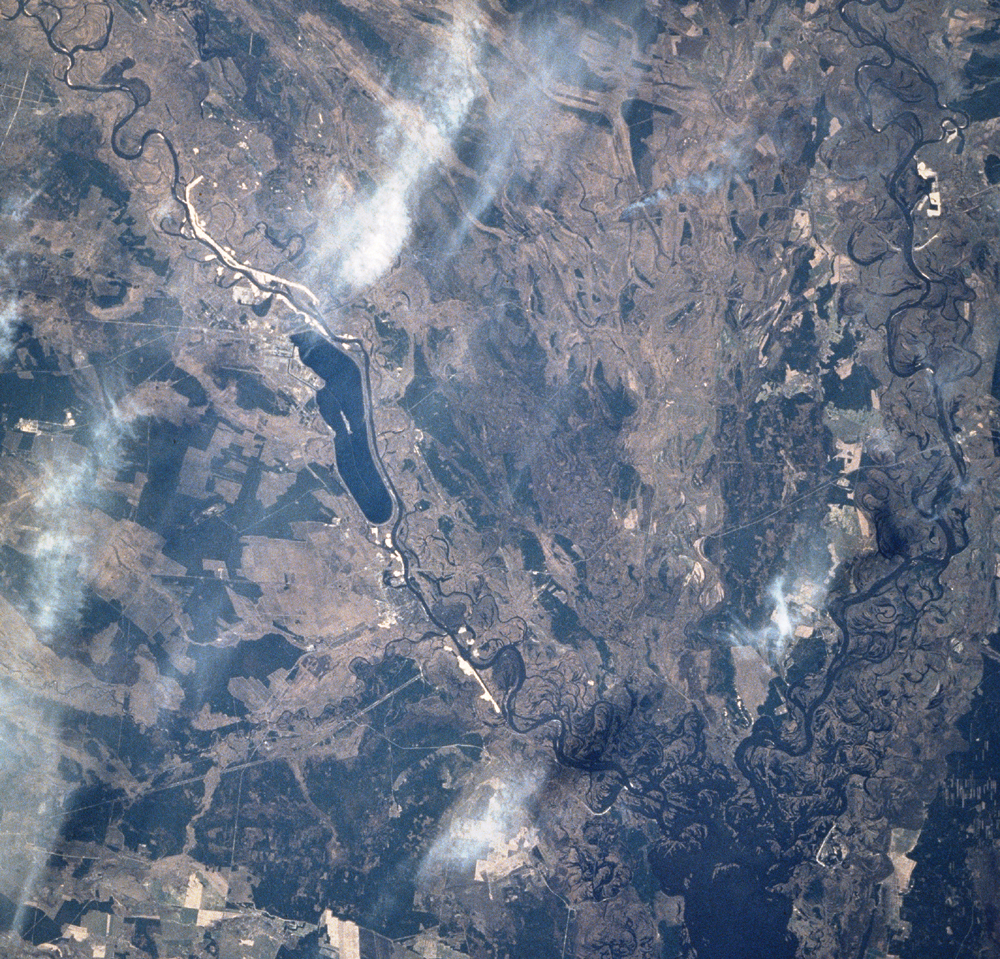
A região ao redor da Usina Nuclear de Chernobil, vista da estação espacial russa Mir em 1997

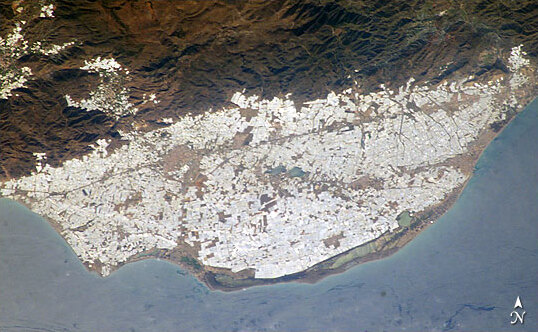
Estufas na província de Almería, Andaluzia, Espanha

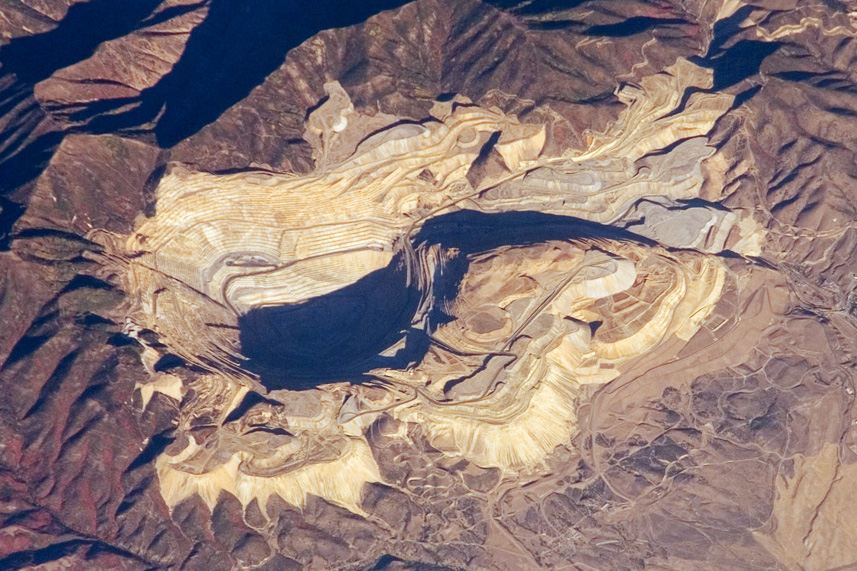
Mina de Bingham Canyon perto de Salt Lake City, Utah, da Estação Espacial Internacional em 2007

Dos ônibus espaciais dos EUA, que normalmente orbitavam a cerca de 220 quilômetros, as cidades eram facilmente distinguíveis da zona rural circundante. Usando binóculos, os astronautas podiam até ver estradas, represas, portos e até veículos grandes, como navios e aviões. À noite, as cidades também são facilmente visíveis a partir da órbita mais alta da EEI.
As áreas metropolitanas são claramente visíveis à noite, especialmente nos países industrializados, devido à grande quantidade de iluminação pública e outras fontes de luz nas áreas urbanas (ver poluição luminosa).

### Lagoa de resfriamento de Chernobil
A lagoa de resfriamento de 10 quilômetros de comprimento da Usina Nuclear de Chernobil é visível do espaço. Em abril de 1997, ela foi fotografada da estação espacial Mir, que estava em órbita em algum lugar entre 296 km e 421 km.

### As Estufas de Almería
O complexo de estufas que cobre cerca de 26 mil hectares na província de Almería, na Andaluzia, na Espanha, é visível do espaço. Às vezes é chamado de "mar de plástico" devido à alta concentração dessas estruturas de estufa.
Esta área produz grande parte das frutas e legumes que são vendidos no resto de Espanha e na Europa. Além da área representada na foto, outras zonas da província de Almería (e também do sul de Espanha) também apresentam grandes concentrações de estufas em plástico branco.

### Mina de Bingham Canyon
A Mina de Bingham Canyon, mais comumente conhecida como Mina de Cobre Kennecott, é uma operação de mineração a céu aberto que extrai um grande depósito de cobre de pórfiro a sudoeste de Salt Lake City, Utah, nas Montanhas Oquirrh. A mina é a maior escavação feita pelo homem no mundo.

## Equívocos

### A Grande Muralha da China
A afirmação de que a Grande Muralha da China é o único objeto feito pelo homem visível da Lua ou do espaço sideral foi desmascarada muitas vezes, mas continua sendo um equívoco comum na cultura popular. Segundo os astronautas Eugene Cernan e Ed Lu, a Grande Muralha é visível da parte mais baixa da órbita terrestre baixa, mas apenas sob condições muito favoráveis.
Historicamente, diferentes afirmações foram feitas sobre o factoide de que a Grande Muralha é visível da Lua. William Stukeley mencionou esta afirmação em sua carta datada de 1754, e Henry Norman fez a mesma afirmação em 1895. A questão dos “canais” em Marte foi proeminente no final do século XIX e pode ter levado à crença de que objetos longos e finos eram visíveis do espaço. Um observador precisaria de uma acuidade visual 17 mil vezes melhor do que o normal para ver a Grande Muralha a partir da Lua.

## Cálculo teórico da visibilidade a partir da EEI
O olho nu humano possui uma resolução angular de aproximadamente 280 microrradianos (μrad) (aproximadamente 0,016° ou 1 minuto de arco), e a EEI opera a uma altitude de 400 km. Usando relações trigonométricas básicas, isso significa que um astronauta na EEI com visão 20/20 poderia potencialmente detectar objetos com 112 metros ou mais em todas as dimensões. No entanto, uma vez que isto estaria no limite absoluto da resolução, objetos com tamanho aproximado de 100 metros apareceriam como manchas não identificáveis, se não se tornassem invisíveis devido a outros fatores, como condições atmosféricas ou baixo contraste. Para a legibilidade de texto a partir da EEI, usando os mesmos princípios trigonométricos e um tamanho de caractere recomendado de cerca de 18 minutos de arco, ou cerca de 5 000 μrad, cada letra precisaria ter cerca de 2 016 km em tamanho para legibilidade clara em boas condições.